# 浅井健二郎
浅井 健二郎（あさい けんじろう、1945年8月24日 - ）は、ドイツ文学者、東京大学名誉教授。

## 略歴
兵庫県出身。1969年東大工学部工業化学科卒業、1975年同大学院人文科学研究科ドイツ文学専攻修士課程修了、同助手、この間西ドイツ留学、1979年東大文学部助教授、1994年教授、1995年人文社会系研究科教授、2004年九州大学人文科学研究院教授。09年退職。

## 著作
単著
- 『経験体の時間  カフカ・ベンヤミン・ベルリン』高科書店 1994

編著
- 『ドイツ統一の最終条約全文』石田勇治共編訳 同学社 1991
- 『ドイツ近代文学における<否定性>の契機とその働き』（退職記念論集）日本独文学会 2007

翻訳
- ペーター・ビュルガー『アヴァンギャルドの理論』ありな書房 1987
- ベンヤミン・コレクション1 「近代の意味」ちくま学芸文庫 1995。編訳
- ベンヤミン・コレクション2 「エッセイの思想」ちくま学芸文庫 1996。編訳
- ベンヤミン・コレクション3 「記憶への旅」ちくま学芸文庫 1997。編訳
- ヴァルター・ベンヤミン 「ドイツ悲劇の根源」ちくま学芸文庫（上下） 1999
- ヴァルター・ベンヤミン 「ドイツ・ロマン主義における芸術批評の概念」ちくま学芸文庫　2001
- カフカ・セレクション3 「異形／寓意」 ちくま文庫　2008。平野嘉彦共訳
- ベンヤミン・コレクション4 「批評の瞬間」 ちくま学芸文庫 2007。土合文夫・久保哲司・岡本和子共訳
- ベンヤミン・コレクション5 「思考のスペクトル」 ちくま学芸文庫 2010。土合文夫共訳
- ベンヤミン・コレクション6 「断片の力」ちくま学芸文庫 2012。久保哲司・岡本和子・安徳万貴子共訳
- ベンヤミン・コレクション7 「〈私〉記から超〈私〉記へ」ちくま学芸文庫 2014。土合文夫・久保哲司・内村博信・岡本和子共訳
- ヴァルター・ベンヤミン　「パリ論／ボードレール論集成」ちくま学芸文庫 2015。久保哲司・土合文夫共訳